# خباري الطرق
خباري الطرُق أو خباري الطروك منطقة عراقية في غرب قضاء الرطبة في أقصى غرب محافظة الأنبار، بالبادية العراقية، غرب العراق. والخباري قيعان يُمسك ظهرها ماء المطر مدة قصيرة في الشتاء والربيع.